# 木曽の桟

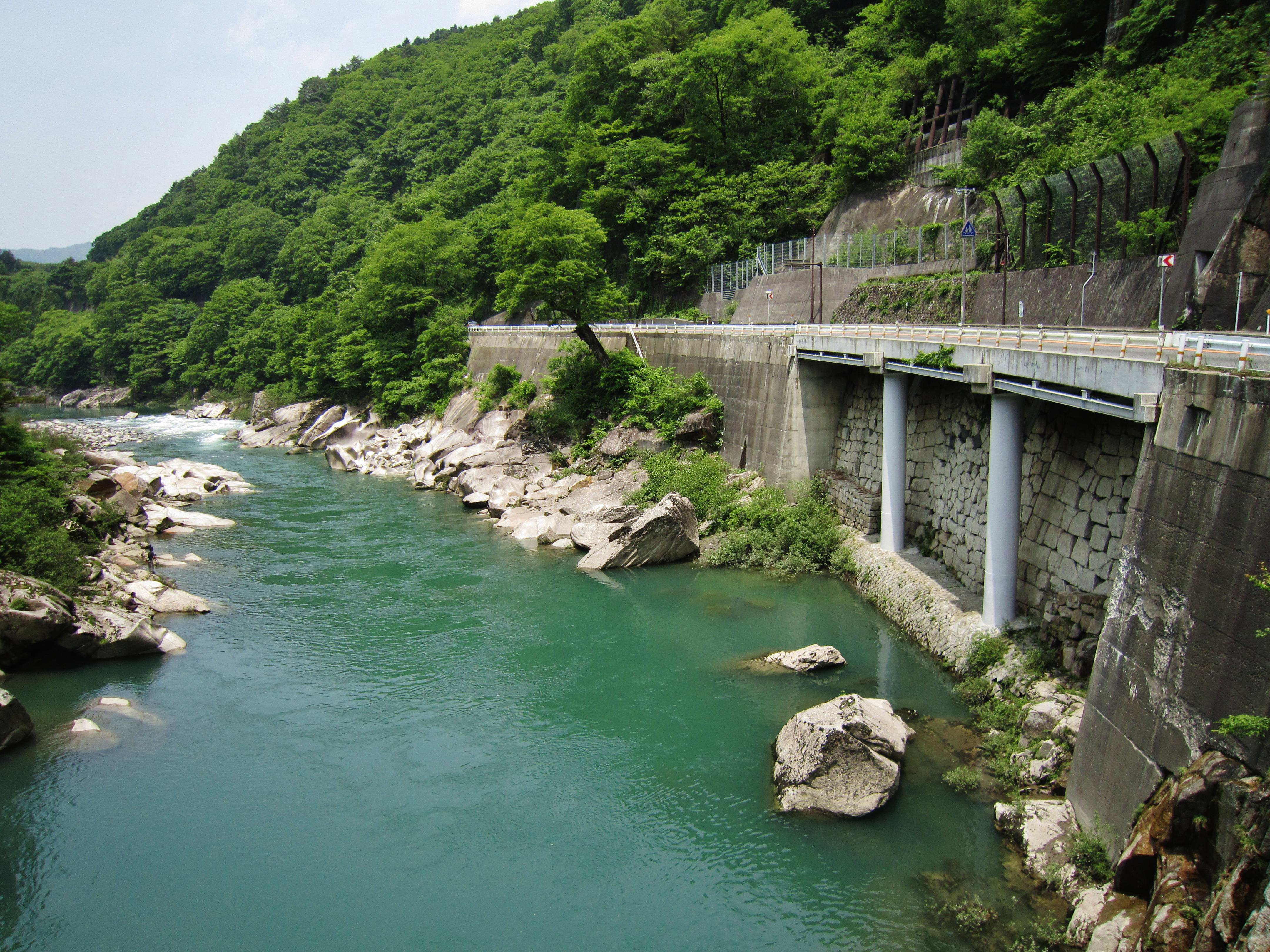
木曽川と木曽の棧

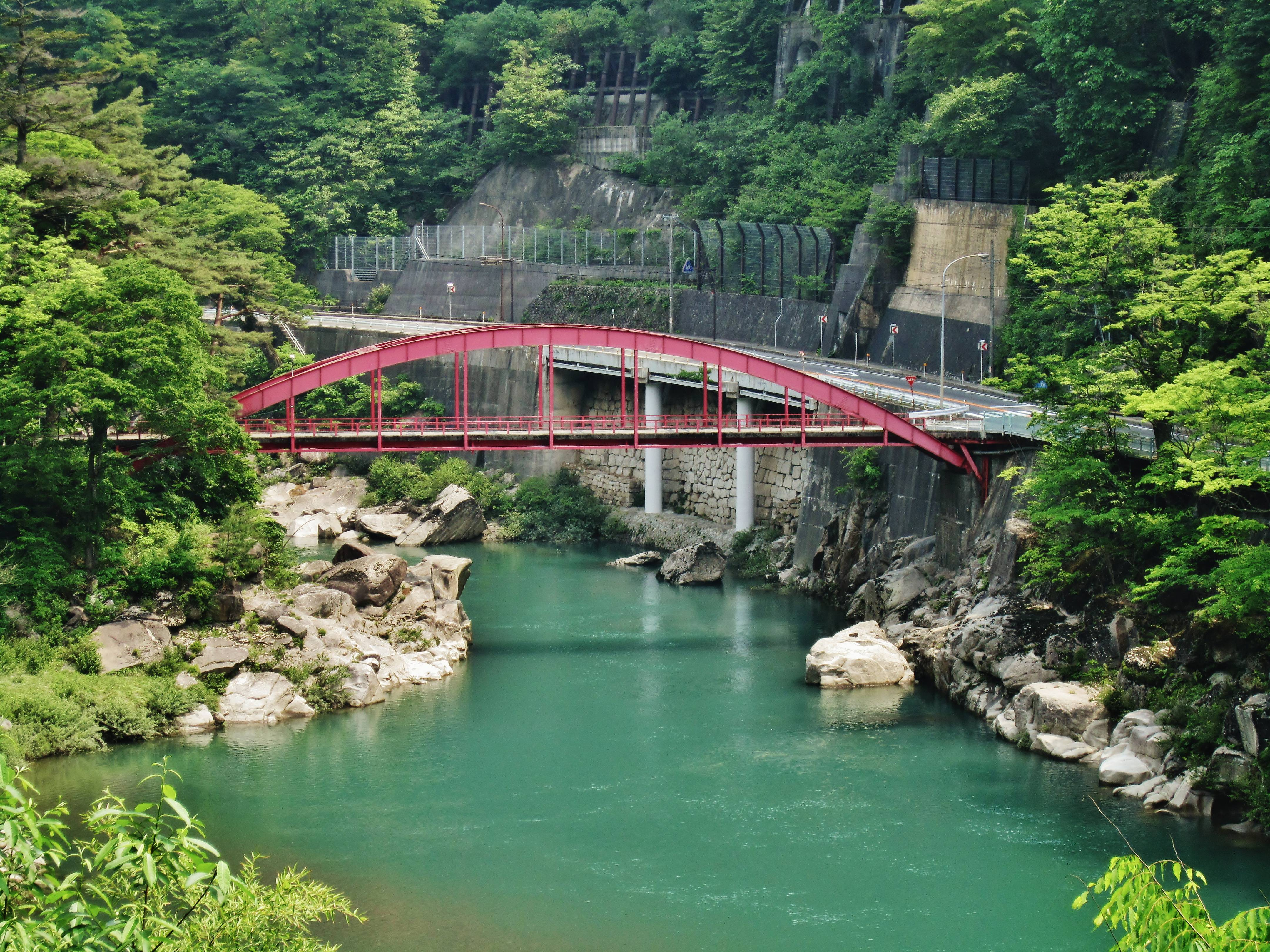
木曽川に架かる赤い「棧橋」

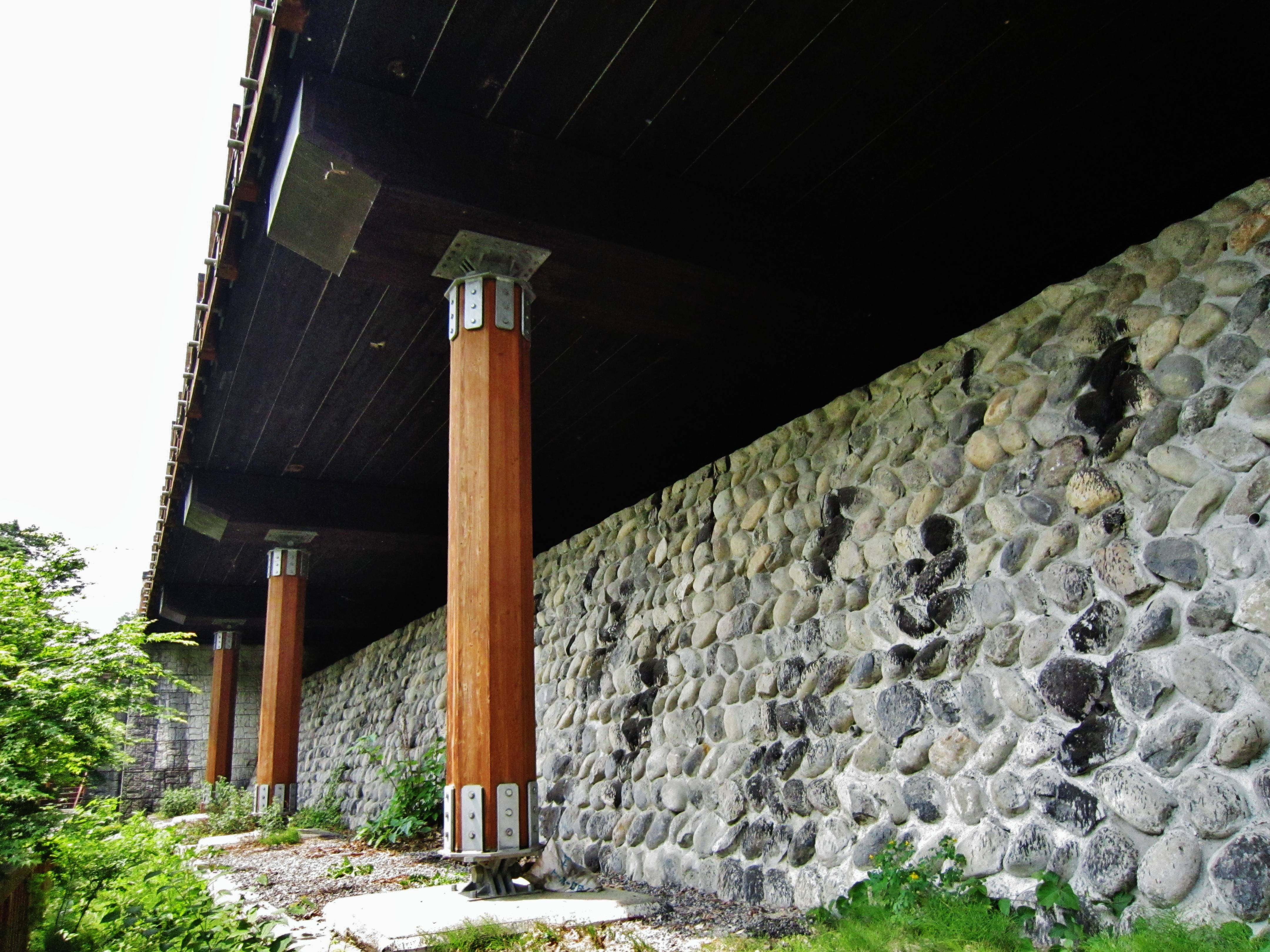
対岸の「木のかけはし」

木曽の棧（きそのかけはし）は、長野県木曽郡上松町の上松町道長坂沓掛線（旧国道19号）の下にある橋跡で、長野県の史跡、日本百名橋の番外の1つである。歌枕としても知られ、近くには「棧温泉」、木曽川右岸道路には「木のかけはし」がある。

## 概要
木曽川沿いには、通行困難な断崖がいくつかあった。そのため断崖に差し込んだ丸太の上に板などをあてて通り道とした桟道（さんどう）を設けた。そのうちの波計の桟（はばかりのかけはし）は、福島宿と上松宿の間にあり、かつて日本三奇橋の1つに数えられた。
1997年（平成9年）、国道19号の路上に岩が落下し通行止めが起きたことなどから、1999年（平成11年）より「桟改良」というバイパス工事が行われた。そのうちのかけはし大橋は2009年（平成21年）11月7日、かけはしトンネルとあげまつ大橋は2014年（平成26年）3月29日に開通した。

## 歴史
- 古くは今昔物語集に記述があり、応永7年（1400年）から14年（1407年）にかけて木曽川沿いに新道が開かれた時に、長さ60間（109m）の桟道が付けられたと伝えられる[2]。当時の桟道は険しい岩の間に丸太と板を組み込み、藤づる等で結わえた簡素なものであった。
- 慶長5年（1600年）には、豊臣秀頼が犬山城主・石川備前守に命じて改良工事行っている（『前田慶次道中日記』）。
- 正保4年（1647年）に通行人の松明の火により焼失するが、翌慶長元年（1648年）に尾張藩が875両をかけて、中央部に8間（14.5m）の木橋を架けた長さ56間（102m）の石垣を築いた。
- その後、寛保元年（1741年）と明治13年（1880年）の二度の改修を経て、木橋下の空間はすべて石積みとなり、明治44年（1911年）、わずかに残っていた木橋も国鉄中央線工事のため取り除かれ、石垣のみとなった。